# John Frere
John Frere (Roydon Hall, Norfolk, 1740 — 1807) va ser un arqueòleg anglès de caràcter pioner.
Interessat pels temps antics va esdevenir membre de la Royal Society on va informar el 1797 de la troballa, dins d'una mina a Hoxne, Suffolk d'artefactes de pedra fets per l'home en associació d'animals prehistòrics extints.
Aquesta comunicació científica es considera decisiva en el camí que va portar al reconeixement de l'antiguitat de l'home sobre la terra i dels canvis en la fauna associada.